# Dinastía López de Venezuela
Se conoce como Dinastía López de Venezuela a la familia de periodistas y editores, oriundos de Maracaibo, estado Zulia, propietarios del Diario El Fonógrafo, de la revista El Zulia Ilustrado y de la casa editorial Imprenta Americana.

## El fundador

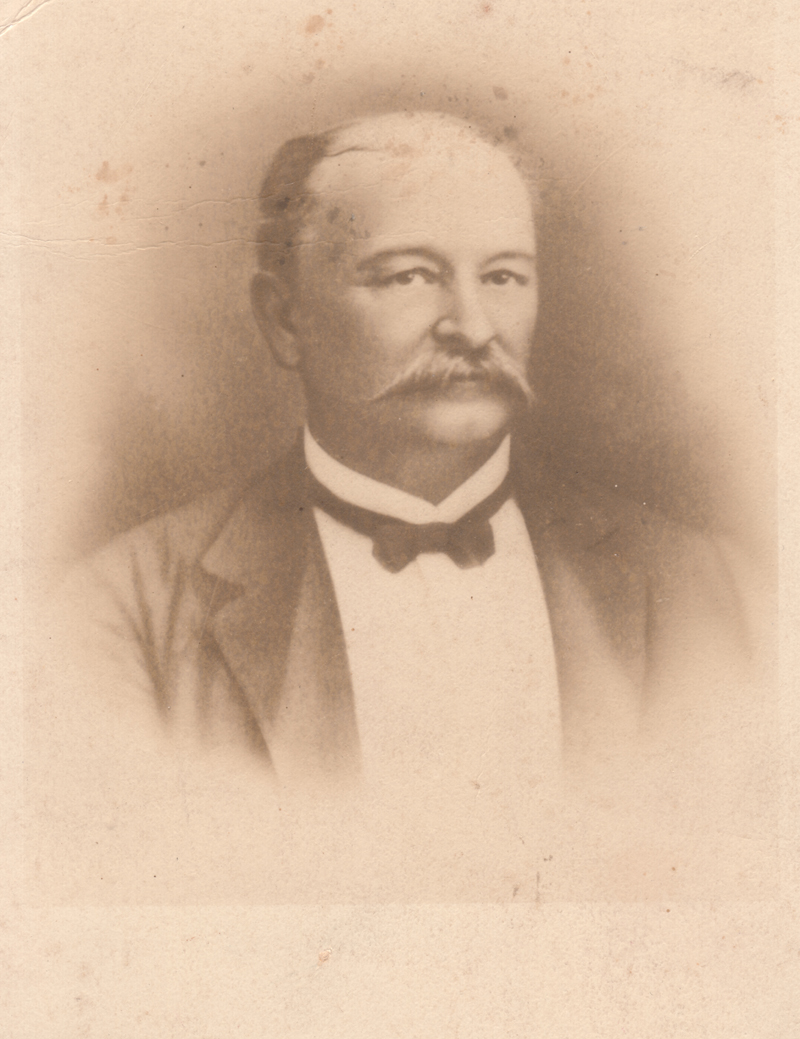
Eduardo López Rivas, fundador de la dinastía López

El fundador de la dinastía fue Eduardo López Rivas, nacido en Maracaibo en 1850. Entre 1873 y 1877 comienza y dirige cinco periódicos diferentes: El Semanario, La Antorcha, El Periódico, El Mensajero y El Boletín Mercantil. Algunos de estos periódicos publicaban artículos sobre política en abierta oposición al presidente venezolano, Antonio Guzmán Blanco, y por ello fueron clausurados por el gobierno uno tras otro. López Rivas fue perseguido y encarcelado en varias ocasiones y se vio obligado a huir del país
En 1879 fundó en Maracaibo el diario El Fonógrafo, que se convirtió en uno de los periódicos más importantes de Venezuela durante cuatro décadas.

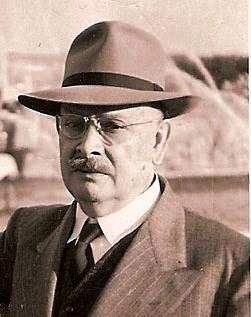
Carlos López Bustamante, director de la edición simultánea de "El Fonógrafo" en Caracas

En 1881 fundó la Imprenta Americana y en 1888 la primera revista de Venezuela,El Zulia Ilustrado. En los talleres de la imprenta se realizaron por primera vez en Venezuela impresiones de grabados y de fotografías, así como también trabajos en tricromía. Eduardo López Rivas murió en Maracaibo en 1913.

## Los López Bustamante

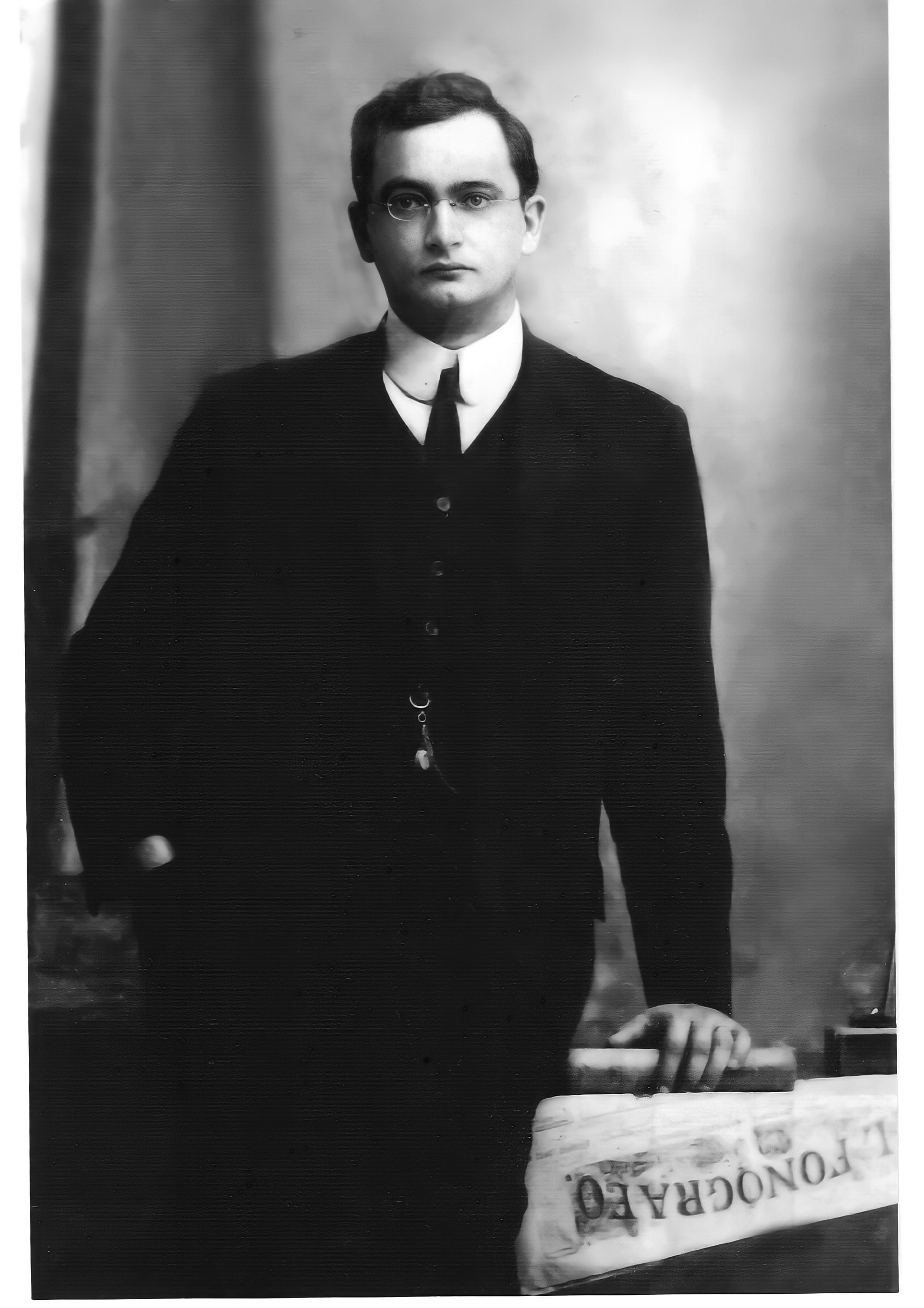
Eduardo López Bustamante, hijo mayor y sucesor de López Rivas en la dirección de El Fonógrafo

Los hijos de Eduardo López Rivas trabajaron desde temprana edad en el taller de la Imprenta Americana y en el diario El Fonógrafo y tomaron las riendas del periódico y de la casa editorial al morir su progenitor. Los hermanos López Bustamante están considerados los fundadores del periodismo moderno de Venezuela en el siglo XX y reconocidos como una dinastía de escritores y editores.
Eduardo López Bustamante, nacido en 1881, fue el sucesor de su padre en la dirección de El Fonógrafo y enfrentó la censura del dictador Juan Vicente Gómez. Mantuvo la línea editorial independiente del periódico hasta la clausura de "El Fonógrafo" en 1917, por parte del gobierno. Fue expatriado y posteriormente encarcelado durante cinco años. Murió en Maracaibo en 1939.

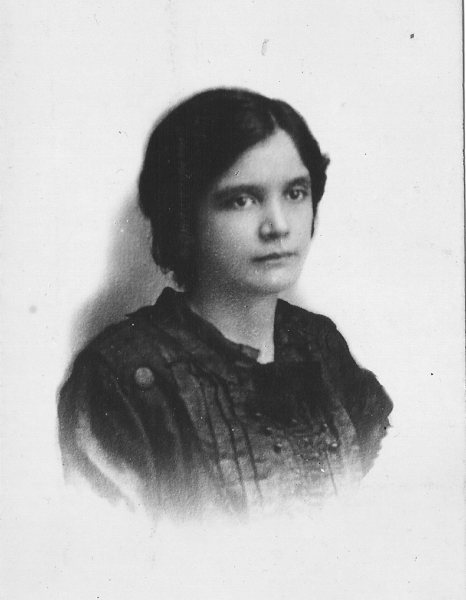
Teresa López Bustamante, fundadora del diario "La Columna"

Carlos López Bustamante, fue el director de la edición simultánea de El Fonógrafo en Caracas. En 1917 fue también encarcelado por la dictadura. Logró salir exilado a los Estados Unidos y en 1920 fundó en Nueva York la revista de oposición a Juan Vicente Gómez, Venezuela futura. A partir de 1934 la revista se llamó América Futura. Murió en Chicago en 1950.
Enrique López Bustamante fue el primer corresponsal de Venezuela en el exterior. Se desempeñó como columnista del diario El Fonógrafo y corresponsal del periódico en Madrid hasta 1917, cuando el gobierno clausuró el diario y la imprenta. Fue un novelista vinculado a los círculos literarios españoles de principios del siglo XX. Murió en el exilio en Buenos Aires, en el año 1947.

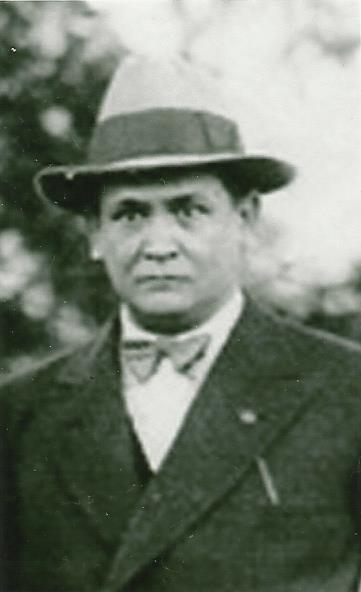
Enrique López Bustamante, corresponsal de "El Fonógrafo" en Madrid

Teresa López Bustamante se inició en los talleres de la Imprenta Americana y continuó su carrera como periodista después de la clausura de la casa editorial. En 1924 fundó el Diario La Columna, periódico de la Arquidiócesis de Maracaibo. Murió en Maracaibo en 1942.
“El Fonógrafo” del siglo XX, a cargo de los hermanos López Bustamante, modernizó el periodismo tradicional en Venezuela y sentó las bases de las comunicaciones de hoy en día en el país. El concepto de tres polos de información, Maracaibo-Madrid-Caracas, era algo nunca visto a principios del siglo XX y el trabajo de varios periodistas coordinando la labor, representó el primer intento de lo que hoy son las corresponsalías.

## Reconocimiento

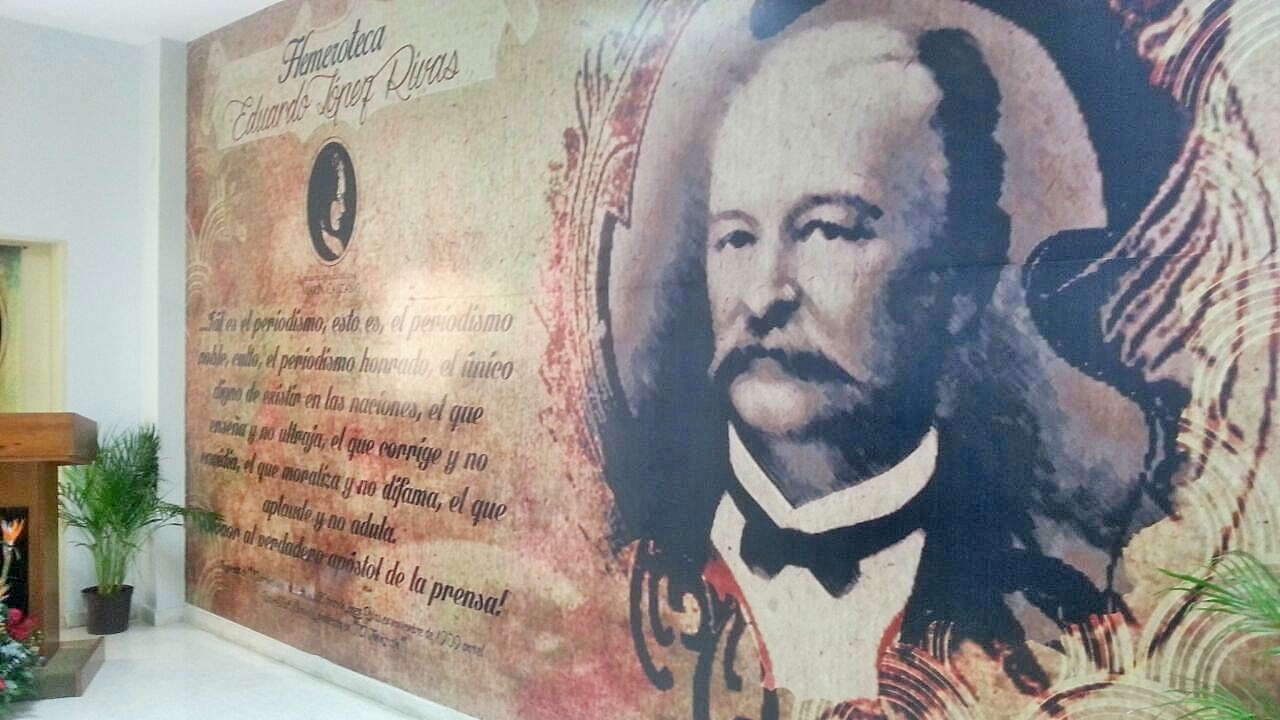
Hemeroteca "Eduardo López Rivas". Biblioteca Pública de Maracaibo

El 14 de junio de 2012 la Junta de Honores del Panteón del Zulia, presidida por el gobernador del estado, aprobó el traslado de los restos de Eduardo López Rivas al Panteón del Zulia. La ceremonia de inhumación en el Panteón se celebró el 24 de febrero de 2015.
Con el nombre de Eduardo López Rivas se bautizó la hemeroteca de la Biblioteca Pública del Estado Zulia, el 24 de febrero de 2015, en reconocimiento a la labor del periodista maracaibero.
El 9 de junio del año 2011 el Gobernador del Estado Zulia, Pablo Pérez, inauguró en la ciudad de Maracaibo la "Unidad Educativa Eduardo López Bustamante", en honor al hijo mayor de Eduardo López Rivas y director del diario "El Fonógrafo" a partir de 1908.